# Palais Zichy (Budapest)
Le Palais Zichy (en hongrois : Zichy-palota) est un édifice situé dans le 8e arrondissement de Budapest.